# چارنوونسه
چارنوونسه (به لهستانی:  Czarnowęsy) یک روستا در لهستان است که در گمینا بیاووگارد واقع شده‌است.